# Monarchistický pochod

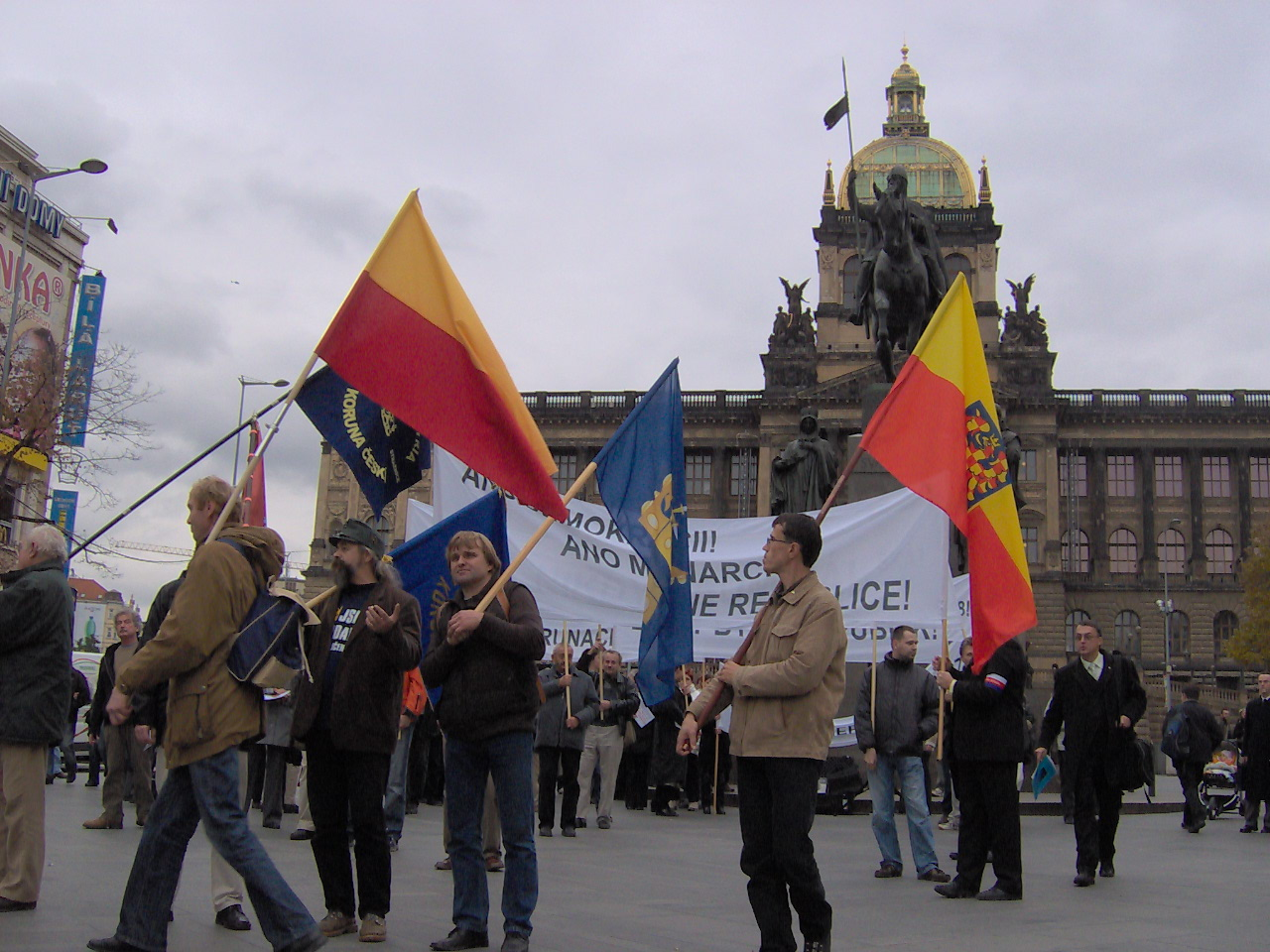
Účastníci Monarchistického pochodu na Václavském náměstí (28. října 2009)

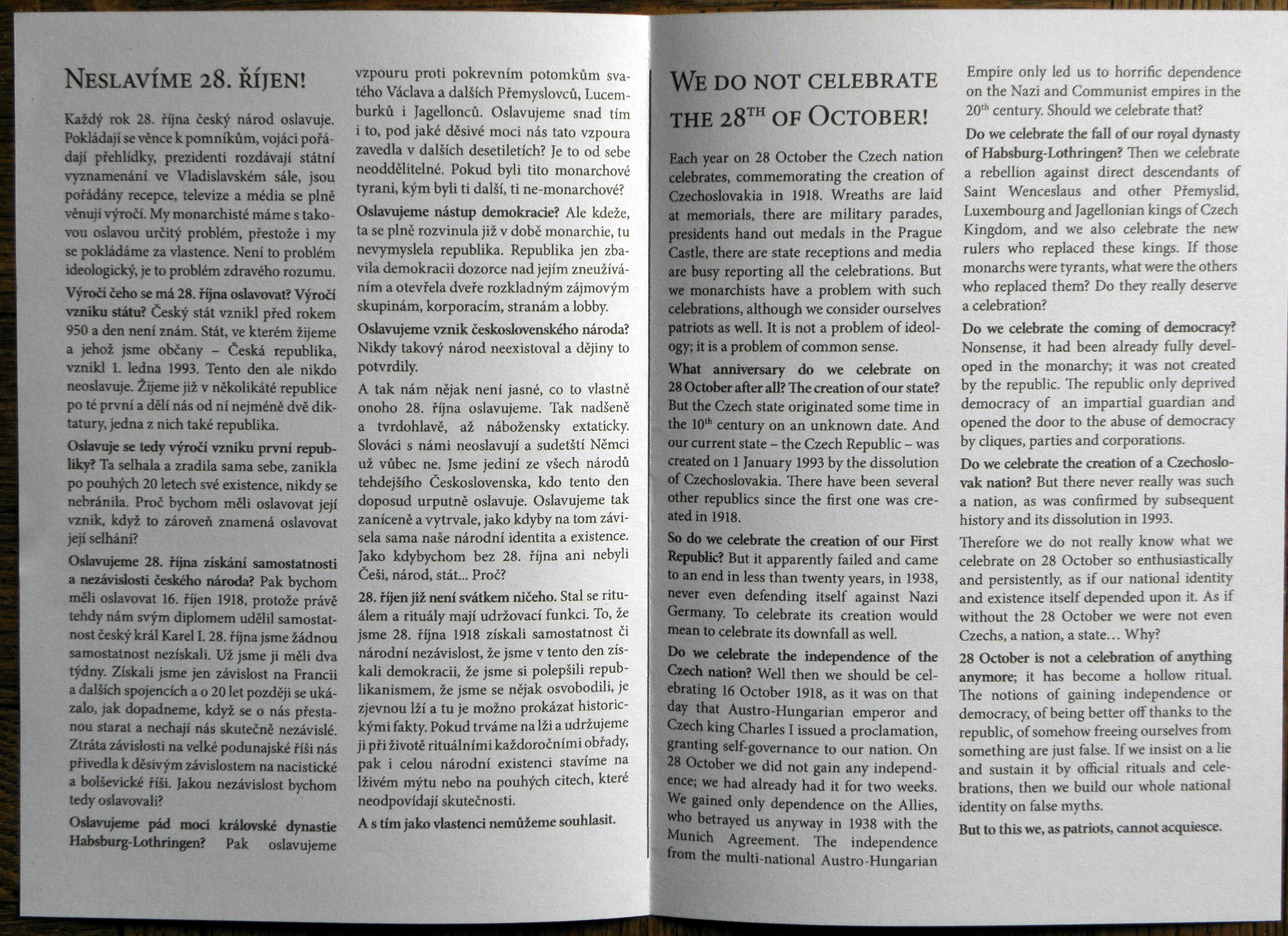
Dvoujazyčný leták s textem zpochybňujícím smysluplnost slavení 28. října jako státního svátku

Monarchistický pochod Prahou je manifestace každoročně pořádaná vždy 28. října, tedy v den vyhlášení samostatného Československa.

## Politické pozadí
Monarchistický pochod je organizován monarchistickou stranou Koruna česká každoročně od roku 2008. Jeho cílem je připomenout, že český stát nevznikl v roce 1918, nýbrž má tisíciletou tradici; dále zdůrazňuje některá fakta ohledně vzniku republiky – např. že republikánské zřízení v Čechách, na Moravě a ve Slezsku nevzešlo z celonárodního referenda, nýbrž že o něm bylo rozhodnuto úzkou skupinou politiků. V roce 2016 KČ ke 28. říjnu vydala leták s textem svého člena Jana Drnka, kde zdůvodňuje nesmyslnost slavení státního svátku v tento den.
Pochodem se monarchisté rovněž snaží upozornit na skutečnost, že monarchistické politické zřízení v současnosti spolehlivě funguje v mnoha zemích Evropy i celého světa. V rozhovoru pro TV Nova u příležitosti pochodu v roce 2017 uvedl tehdejší předseda Koruny České Petr Nohel jako další argumenty pro monarchii, že panovník na rozdíl od prezidenta není zavázaný politické straně nebo sponzorům kampaně, kteří umožnili jeho zvolení, a také že monarchie je levnější než republika.
Monarchisté usilují také o dosažení společenského uznání pro vojáky, kteří během první světové války dodrželi přísahu a bojovali věrně za Rakousko-Uhersko. Při pochodu v roce 2010 uvedl předseda Koruny České Václav Srb, že „pouze pět procent českých vojáků nedodrželo přísahu císaři a přeběhlo k nepříteli. Přesto byli tito legionáři v pozdějším období glorifikováni, zatímco podíl českých vojáků na vojenských akcích Rakouska-Uherska byl po léta zamlčován.“

## Charakter pochodu
Začátek pochodu je pravidelně na Václavském náměstí u pomníku svatého Václava (s výjimkou několika let, kdy byl daný prostor už obsazen jinou demonstrací, a monarchisté se tak sešli níže na náměstí) a zahájen je projevem předsedy strany a zpěvem svatováclavského chorálu.
Pochod pravidelně doprovází dechová kapela Pralinka. Zatímco Tříkrálový pochod za monarchii, organizovaný skupinou royalistů okolo Petra Placáka, je laděn napůl vážně a napůl recesisticky, Koruna Česká usiluje o seriózní charakter pochodu, prezentujícího obnovu konstituční monarchie jako moderní alternativu. V roce 2014 proto předseda KČ Václav Srb doporučil účastníkům dát přednost civilnímu oblečení před historickými uniformami a obleky, které by mohly svádět k dojmu, že jde o akci staromilského historického spolku.
Pochod v prvních letech procházel po trase Václavské náměstí – Příkopy – Celetná – Staroměstské náměstí – Karlova – Křižovnické náměstí se zakončením u sochy císaře Karla IV., později byla trasa prodloužena přes Karlův most na Malostranské náměstí na místo, kde stával pomník maršála Radeckého, jehož obnovu Koruna Česká podporuje. Pravidelnou zastávkou je též Staroměstské náměstí, kde účastníci pochodu vyjadřovali podporu obnovení Mariánského sloupu. To bylo jedním z hlavních motivů pochodu zejména v roce 2017, v reakci na zamítavé vyjádření Zastupitelstva hlavního města Prahy k obnovení Mariánského sloupu.